# Program hamburski
Program hamburski (niem. Hamburger Programm) – program polityczny przyjęty przez Socjaldemokratyczną Partię Niemiec na zjeździe w Hamburgu jesienią 2007 r.
W liczącym 38 stron dokumencie kilkakrotnie umieszczono określenie „demokratyczny socjalizm”. Manifest stwierdza m.in.: „Demokratyczny socjalizm jest dla nas wizją wolnego, sprawiedliwego i solidarnego społeczeństwa, której urzeczywistnienie jest naszym ustawicznym zadaniem”.
Dokument proponuje m.in.: wprowadzenie płacy minimalnej w wysokości 7,5 euro za godzinę, wydłużenie okresu wypłacania pierwszego (najwyższego) zasiłku dla bezrobotnych osobom powyżej 50. roku życia z 18 do 24 miesięcy oraz wprowadzenie ekologicznego nowego ładu. Postuluje się, aby maksymalna prędkość samochodów na autostradach powinna zostać ograniczona do 130 km/h (do tej pory w Niemczech nie ma takich ograniczeń). Minister środowiska Sigmar Gabriel przewiduje, że pozwoliłoby to zredukować roczną emisję dwutlenku węgla o 2,5 mln ton. Zgodnie z programem, Niemcy powinny do 2020 r. ograniczyć emisję gazów cieplarnianych o 40%. W związku z tym należy zmniejszyć zużycie prądu o 11% oraz rozwijać sektor energii odnawialnych i biopaliw.
W programie znalazły się słowa ostrej krytyki pod adresem globalnego kapitalizmu, który „zaostrza dawne niesprawiedliwości i stwarza nowe”, jak również akcenty feministyczne (społeczeństwo „męskie” powinno zostać zastąpione przez „ludzkie”).